# Carlet
Carlet là một đô thị ở comarca Ribera Alta cộng đồng Valencia, Tây Ban Nha. Đô thị này có diện tích 45,62 km², dân số thời điểm năm 2006 là 14.952 người.